# Bamazomus siamensis
Espèce
Synonymes
- Trithyreus siamensis Hansen, 1905

Bamazomus siamensis est une espèce de schizomides de la famille des Hubbardiidae.

## Distribution
Cette espèce se rencontre en Thaïlande, en Chine, au Japon et à Hawaï,.

## Description
La femelle mesure 5,5 mm.

## Étymologie
Son nom d'espèce, composé de siam et du suffixe latin -ensis, « qui vit dans, qui habite », lui a été donné en référence au lieu de sa découverte, le Siam.

## Publication originale
- Hansen & Sørensen, 1905 : The Tartarides, a tribe of the order Pedipalpi. Arkiv för Zoologi, vol. 2, no 8, p. 1-78 (texte intégral).